# Georg Hans Emmo Wolfgang Hieronymus

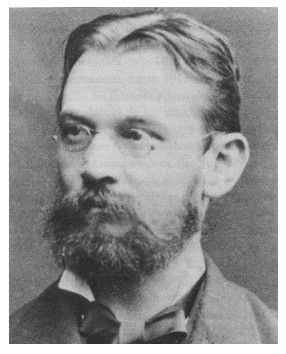
Portraitaufnahme von Professor Hieronymus

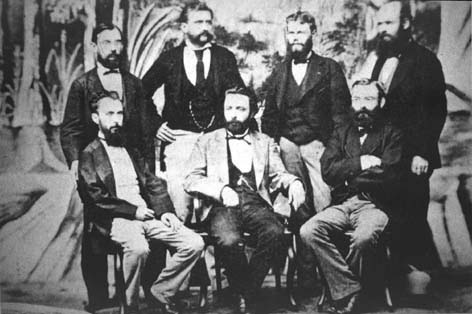
Mitglieder der Argentinischen Akademie der Wissenschaften (1876): Hieronymus stehend, erster von links

Georg Hans Emmo Wolfgang Hieronymus (* 15. Februar 1846 in Schöneiche, Landkreis Neumarkt Provinz Schlesien; † 18. Januar 1921 in Berlin) war ein deutscher Botaniker.  Sein offizielles botanisches Autorenkürzel lautet „Hieron.“

## Leben
Hieronymus war der Sohn des Rittergutsbesitzers Carl Hieronymus und dessen Ehefrau Emma Jaeschke. Nach dem Tod des Vaters 1854 zog die Familie nach Görlitz, wo Hieronymus 1866 das Abitur am Gymnasium im alten Görlitzer Kloster ablegte. Er studierte zunächst Medizin in Zürich, wandte sich aber nach einem Jahr der Botanik zu. Bis 1868 studierte er in Bern, ab 1868 in Berlin und 1870 bis 1872 an der Universität Halle. Er beabsichtigte auch zu promovieren (die zugehörige Arbeit über  Centrolepidaceae hatte er 1873 veröffentlicht), folgte aber zunächst 1873 einem Ruf Paul Günther Lorentz als dessen Assistent in Argentinien. Seinen Doktorgrad erhielt er von der Universität in Santiago de Chile. Mit Lorentz unternahm er eine Expedition in die argentinischen Anden bis Bolivien. 1874 wurde er Nachfolger des zurückgetretenen Lorentz als Professor für Botanik in Córdoba (Argentinien), was er bis 1883 blieb. Er erforschte die Flora in Argentinien, Bolivien, Brasilien und Uruguay und insbesondere das Bergland um Córdoba. Dabei wurde er von dem Kaufmann und Botanik-Liebhaber Gustav Niederlein unterstützt. Er war zweimal auf Urlaub in Deutschland, 1878 um seine Mutter zu besuchen und 1879/80. Während des zweiten Aufenthalts heiratete er Eva Jaeschke. Ab 1883 war er als Privatgelehrter in Breslau (er war frei von finanziellen Zwängen) und ab 1892 Kurator des Botanischen Museums am Botanischen Garten in Berlin, das unter Leitung von Adolf Engler stand. Er musste noch erleben wie sein ältester Sohn 1918 im Ersten Weltkrieg als Militärarzt fiel und starb 1921 nach einem Schlaganfall, nachdem seine Frau schon zwei Jahre zuvor verstorben war.

## Werk
Die von ihm und Lorentz aufgebauten Sammlungen wurden teilweise von August Grisebach in Göttingen ausgewertet (Grisebach, Plantae Lorentzianae 1874, Symbolae ad Floram Argentinam 1879). Die pflanzensystematische Auswertung von Grisebach war nicht zufriedenstellend (er war als Pflanzengeograph bekannt), das Herbarium von Hieronymus, das schließlich nach Berlin gelangte, wurde dort aber von vielen anderen Botanikern ausgewertet.
Er veröffentlichte in Argentinien eine Monographie über Lilaea (Wasserpflanzen, die zu den Dreizackgewächsen gehören) und 1882 eine Monographie über die Nutzpflanzen Argentiniens (Plantae diaphoricae florae Argentinae). Nach der Rückkehr nach Deutschland wandte er sich den Kryptogamen, besonders Farnen und Algen (wobei er bedeutende Herbarien zusammentrug, die auch nach Berlin gelangten) und gab 28 Jahre lang ab 1893 die Zeitschrift für Kryptogamen Hedwigia heraus (ab 1905 bis kurz vor seinem Tod als Alleinherausgeber). Bei den Algen untersuchte er auch deren Entwicklung und Biologie und einzellige Algen mit neuesten mikroskopischen Techniken. Außerdem untersuchte er Pflanzengallen, untersuchte deren Verbreitung und Anatomie und baute ein Herbarium für diese auf. In Berlin widmete er sich neben den niederen Algen besonders den Farnen und baute die Farnsammlung des Botanischen Museums aus. Er bearbeitete besonders Farne aus dem tropischen Afrika und Südamerika sowie Moosfarne und wurde am Museum vom ehemaligen Oberstleutnant Guido Brause unterstützt. Er bearbeitete aber auch Phanerogamen besonders aus Südamerika und hier aus Argentinien.
Er trug auch zu dem Sammelwerk Die natürlichen Pflanzenfamilien von Carl Prantl und  Adolf Engler bei.

## Ehrungen und Mitgliedschaften
Ihm zu Ehren wurden die Gattungen Hieronymiella Pax aus der Familie der Amaryllidaceae und Hieronymusia Engl. aus der Familie der Steinbrechgewächse (Saxifragaceae) benannt.
1895 wurde er Mitglied der Leopoldina.

## Schriften
- Monografía de Lilaea subulata, Buenos Aires 1882
- Plantae diaphoricae florae Argentinae, ó, Revista sistemática de las plantas medicinales, alimenticias ó de alguna otra utilidad y de las venenosas, qùe son indígenas de la República Argentina, Buenos Aires: G. Kraft 1882
- Icones et descriptiones plantarum, quae sponte in Republica Argentina crescunt. Abbildungen und beschreibungen von Pflanzen, welche in der Republik Argentina wildwachsend gefunden werden, Breslau 1885, Córdoba 1886
- mit Hans Seckt: Observaciones sobre in vegetación de la provincia de Tucumán, Universität Tucuman 1945